# 纐纈洸翔
纐纈 洸翔（こうけつ ひろと、2002年7月8日 - ）は、競輪選手。日本競輪選手会愛知支部所属、ホームバンクは名古屋競輪場。日本競輪選手養成所（以下、養成所）第121期生。師匠は鰐渕正利（65期）。

## 来歴
岐阜県羽島市出身。
中学3年生の時にツール・ド・フランスを見て自転車に興味を持ち、愛産大工業高校に進学し自転車部に入部。「好きなことを職業にしたい」という理由から競輪選手を志した。
2021年1月14日、養成所第121回選手候補生入所試験に合格。同年5月より養成所に入所。在所中は2022年1月に行われた第3回記録会にて、ゴールデンキャップを獲得。
養成所在所時の総合成績は28位（1着6回）ながら、2022年4月5日に行われた卒業記念レースで優勝、愛知県（登録予定者）としては1996年の若松将弘（78期）以来、26年ぶりの卒記チャンプ誕生となった。
2022年5月27日、四日市FII（ナイター）でデビュー、デビュー戦で初勝利を挙げる。同年8月8日、別府FII（ナイター）で初優勝（完全優勝）。そのほか、同年9月4日に岐阜GIIIにて行われたルーキーシリーズ2022プラスでも優勝。
2024年12月28日、静岡にて行われたヤンググランプリで、ゴール前空いたインを急襲し優勝、ビッグレース初制覇。
2025年上期より、自身初のS級1班に昇格。

## エピソード
- 纐纈という苗字は、岐阜県が発祥で、絞り染めの方法のひとつ「こうけち」が由来[8][9]。全国的には珍しいが、現在でも岐阜県南部（主に東濃）から愛知県尾張地方にかけて多く見られる姓である[10][8]。ただ、難読でもあるため、本人曰く「アヤセ」とよく間違えられるほか、養成所同期の仲間からは「ケツ」、「ケッチャン」と呼ばれている[2]。